# 政府インターネットテレビ
政府インターネットテレビ（せいふインターネットテレビ）は、内閣官房内閣広報室・内閣府大臣官房政府広報室が配信していたインターネットテレビ。2023年11月25日、リニューアルに伴い政府広報オンラインに統合された。

## 概要
テレビのチャンネルのようなサイト構成で、それぞれのチャンネルでテーマに沿った動画を見ることができる。内閣官房および内閣府だけでなく、他の中央省庁が作成した動画も配信されている。内閣メールマガジンで「政府インターネットテレビ番組ガイド」が告知されている。また、ケーブルテレビ局のコミュニティチャンネルに向けたコンテンツの提供も実施している。

## 沿革
- 2005年（平成17年）11月10日 - 第3次小泉内閣 (改造)により開設[3]。
- 2006年（平成18年）6月 - ポッドキャスティングを開始[4]。
- 2006年（平成18年）10月 - 安倍内閣において、『安倍総理のライブ・トーク官邸』をポッドキャスト配信[5]。

- 2008年（平成20年）2月 - 福田康夫内閣において、『週間総理ニュース』をポッドキャスト配信[6]。
- 2008年（平成20年）3月 - アニメ『めぐみ』を公開[7]。北朝鮮による日本人拉致問題を描いている。

## チャンネル一覧
2013年1月8日 (火) 12:30 (UTC)現在
| ch | 番組名                       |
| -- | ---------------------------- |
| 01 | 日々の総理/記録映像庫        |
| 11 | 官房長官記者会見             |
| 12 | 大臣就任会見・メッセージ     |
| 20 | くらしの安全・安心           |
| 21 | 地球環境                     |
| 22 | トピックス                   |
| 23 | 徳光&木佐の知りたいニッポン! |
| 24 | この人に聞く                 |
| 25 | 災害                         |
| 41 | 映像ミュージアム             |
| 42 | 資料映像                     |
| 51 | 防災チャンネル               |